# Han Kuo-yu
Dans ce nom, le nom de famille, Han, précède le nom personnel.
Han Kuo-yu (chinois traditionnel : 韓國瑜 ; pinyin : Hán Guóyú), né le 17 juin 1957 à Taïwan, est un homme politique taiwanais. Membre du Kuomintang (KMT), Han est président du Parlement taïwanais, le Yuan législatif depuis le 1er février 2024. Il est maire de Kaohsiung de novembre 2018 à juin 2020 et candidat du KMT à l'élection présidentielle de 2020.

## Biographie

### Famille
Le père de Han est officier dans l'armée nationaliste de Tchang Kaï-chek. Avec la victoire des communistes en Chine continentale, les nationalistes, dont les parents de Han, fuient vers Taïwan en 1949.

### Carrière politique
Lors des élections municipales de novembre 2018, le Parti démocrate progressiste (PDP) enregistre un revers au niveau national et Han est élu maire de Kaohsiung. Kaohsiung était dirigée par des maires PDP depuis 1998 et cette conquête de la troisième ville du pays est remarquée.
En juillet 2019, Han est élu candidat du KMT à l'élection présidentielle de 2020 lors d'une primaire interne. Han obtient 44,8 % et devance quatre autres candidats dont Terry Gou qui obtient 27,7 % des voix et Eric Chu (17,9 %). Il est, entre autres, opposé à la présidente sortante du DPP : Tsai Ing-wen. Han déclare ne pas démissionner de son poste de maire pendant la campagne électorale.
Très opposé à une déclaration officielle d'indépendance de Taïwan, Han la décrit comme « plus effrayante que la syphilis ». Suivant la ligne officielle du KMT, il souhaite un rapprochement avec la Chine continentale. Néanmoins, à la suite des manifestations massives et durables qui éclatent en mars 2019 à Hong Kong pour protester contre l'influence de la Chine continentale dans la politique hongkongaise, Han change de position. La lutte des Hongkongais rappelle aux Taïwanais le risque à se rapprocher de la Chine continentale. Han déclare alors que pour appliquer la politique d'« Un pays, deux systèmes » proposée par la Chine, il faudra lui « passer sur le corps »,.
Han promet d'améliorer l'économie taïwanaise en augmentant les liens économiques avec la Chine continentale. Han est décrit comme « populiste » et « charismatique ». Son discours et sa personnalité séduisent plusieurs pans de l'électorat, principalement les foyers modestes, les petits propriétaires, les retraités de la fonction publique ou de l'armée qui ont été touchés par la réforme des retraites de la présidente Tsai. Il est toutefois critiqué pour son manque d'expérience et son souhait de rapprocher Taïwan et la Chine continentale.
Le 11 janvier 2020, il obtient 38,6 % des voix et est largement distancé par Tsai Ing-wen qui est réélue avec 57,1 % des voix.
En juin 2020, Han est révoqué de son poste de maire après un référendum populaire. C'est le premier référendum populaire pour limoger un maire à Taïwan. La proposition de révoquer Han obtient plus de 97 % des voix. Han appelle ses partisans à s'abstenir et le taux de participation est de 42 % (contre 72 % lors de son élection en 2018). Les électeurs reprochent à Han d'avoir abandonné Kaohsiung pour s'occuper de sa campagne présidentielle,. Le 12 juin, Yang Ming-jou est élu à titre intérimaire par le conseil municipal pour remplacer Han. Une élection populaire est prévue pour août 2020.
Le 1er février 2024, il est élu président du Yuan législatif avec 54 voix, contre 51 pour You Si-kun (en), le candidat du Parti démocrate progressiste (PDP) et président sortant du Yuan, bien que le PDP ait remporté l'élection présidentielle du 13 janvier.